# Ecolution (schip, 2010)
De Ecolution is een zeilschip dat tussen 2007 en 2010 werd gebouwd in opdracht van oud-astronaut Wubbo Ockels. Het heeft zes waterdichte compartimenten, alle systemen zijn dubbel uitgevoerd, kan door twee personen worden gevaren en vier tot zes gasten meenemen. Sinds 2015 is het jacht eigendom van de stichting Wadduurzaam en heeft een ligplaats bij hun duurzaamheidscentrum in de haven van het Groningse dorp Lauwersoog. Het schip wordt ingezet om de aandacht op duurzaamheidsprojecten te vestigen.

## Geschiedenis
Het jacht werd ontworpen door scheepsarchitect Gerard Dijkstra. Het herbergt innovaties op het gebied van groene energie, moderne zeiltechnieken en comfort. De dekken zijn gemaakt van synthetisch materiaal in plaats van teak. Het schip moest volgens Ockels aan de volgende criteria voldoen:
- veilig en in alle omstandigheden makkelijk te hanteren
- voldoende energie om havens voorbij te varen of langdurig te ankeren
- door twee mensen te zeilen
- zoveel mogelijk onafhankelijk van fossiele brandstof
- luxe verblijfsruimte voor 6-8 personen.[1]

Het schip kan gemakkelijk droogvallen door een ophaalbare kiel, en kan dan bij 2 meter diepgang droogvallen. Met kiel is de diepgang 5,5 meter.
In 2019 / 21 werd het jacht omgebouwd voor het gebruik van waterstof. De elektromotoren draaien op stroom die door brandstofcellen wordt geleverd. Als op volle zee de zeilen het overnemen, gaat de scheepsschroef als een soort windmolentje stroom opwekken, die benedendeks in accu's wordt opgeslagen. Op 15 mei 2021 werd voor het eerst een proefvaart op zee gemaakt.

## Tuig
Bij de Ecolution is gebruik gemaakt van het Aero Rig, waarbij het zeiloppervlak wordt verdeeld over twee masten, een draaiende ongestaagde mast en een gefixeerde giek die doorloopt tot de voorstag waarop de fok zit. Dit type tuig is met name bedoeld voor die grote toerschepen die slechts door één of twee personen bemand worden. Het is namelijk gemakkelijk te bedienen omdat het uitgaat van het principe dat het door 1 persoon moet kunnen worden bediend en de lieren voor de controle van de zeilstand elektrisch worden aangedreven. De twee koolstofvezel masten (Lorima) van elk 24 meter hoog in stalen voet staan veertien meter uiteen, zodat ze elkaar minder beïnvloeden. Ze hebben een vleugelprofiel, staan vrij op lagers en de bolling van de zeilen is elektrisch met vijf tot twintig procent te veranderen. Voor extra veiligheid tijdens extreme omstandigheden zijn diamantstagen aangebracht. De gieken meten elk 7 meter achter de mast en meer dan 3 meter voor de mast.

## Motoren
Voor noodgevallen zijn er twee dieselmotoren aan boord. In lijn met de schroeven zijn op de schroefassen elektromotoren gemonteerd. Ze kunnen voortstuwen en energie opwekken.
Dat maakt de volgende scenario's mogelijk:
1. De motor drijft alleen de schroef aan.
2. De motor drijft de schroef en de motor/generator aan.
3. De motor/generator drijft de schroef aan, terwijl de hoofdmotor is afgeschakeld.
4. Tijdens het zeilen drijven de schroeven de motor/generator aan, die zo de accu’s oplaadt.
5. De motor drijft alleen de motor/generator aan voor energieopwekking.

Elke schroef kan maximaal 10 kW leveren en dat kost tot één knoop aan snelheid. Die 20 kW is voldoende voor de boordsystemen en kan daarnaast nog accu's opladen.
Het schip kan met twee elektromotoren twee speciale schroeven aandrijven. Gewone schroeven, maar met iets minder rendement. Want ze zijn zo ontworpen dat als het jacht snelheid maakt op de zeilen, de schroeven door de stroming van het water gaan draaien. De energie die zo als dynamo tijdens het zeilen wordt opgewekt, wordt opgeslagen in 170 accu’s. Deze dubbele functie is mogelijk doordat de schroefbladen van een zachte materiaalsoort zijn gemaakt, waardoor ze verschillende vormen kunnen aannemen, afhankelijk van de functie die ze vervullen: aandrijving van het schip of energieopwekking. De accu's zorgen voor de volledige elektriciteitsvoorziening aan boord. Een dag zeilen levert voldoende energie op om vijf dagen comfortabel te kunnen leven.

## Interieur
Het schip heeft een eigenaarshut en twee gastenverblijven, allemaal met eigen sanitair. Jan des Bouvrie heeft in zijn ontwerp van het interieur alleen FSC-hout gebruikt. Het warm water, verwarming en elektrische apparaten zoals in de ruime keuken met een vaatwasser, koel- en vrieskist, en ook de stoomcabine, vragen veel energie.

## Energie
De energie wordt opgeslagen in een accubank onder de vloeren, een 150-voltsysteem. Van daaruit worden de 230-volt- en de 24-voltbatterijen voor het boordnet gevoed. De 10.000 kilo aan accu's vormt het grootste deel van de ballast. Het zijn conventionele loodaccu's, die per stuk 75 kilo wegen.
In een warm klimaat circuleert relatief koel zeewater door de vloerverwarming om het interieur te koelen. Alle verlichting is met leds. De wasdroger met een ingebouwde warmtepomp gebruikt 75 procent minder energie dan een conventioneel type.
Als het schip in een koud klimaat vaart, wordt de warmte van de onttrokken lucht gebruikt om de binnenkomende koude lucht voor te verwarmen. Een elektrische warmtepomp kan de lucht van buiten zowel koelen als verwarmen. Twee geïsoleerde tanks kunnen de warmte in de vorm van heet water voor de centrale verwarming en voor het douchewater lange tijd bewaren. Deze tanks kunnen ook worden verwarmd met het koelwater van de hoofdmotoren. Wubbo Ockels hield van lang douchen en had een knop waarmee zijn eigen douchewater kon recyclen door daar wat heet water bij te mengen.
Energieopslag
- Elektrisch: 10.000 kilo/6 m3/300 kWh
- Warmte: 2000 kilo/100 kWh

## Aanslag
Op 1 december 2010 werd het jacht in Groningen door onbekenden moedwillig tot zinken gebracht. Daarbij is onder meer schade toegebracht aan de elektronische verbindingen en apparatuur van het schip. De herstelkosten bedroegen ongeveer 1,5 miljoen euro. Op de werf van Marvis aan het Groninger Reitdiep werd de schade hersteld. Het schip, met een waarde van 4 miljoen euro, was verzekerd. Het schip is inmiddels eigendom van de Stichting WadDuurzaam en vaart met nieuwe waterstofmotoren mee met Sail Amsterdam 2025.